# Anolis incredulus
Espèce
Anolis incredulus est une espèce de sauriens de la famille des Dactyloidae. 

## Répartition
Cette espèce est endémique de Cuba. Elle se rencontre sur le Pico Turquino dans la Sierra Maestra.

## Publication originale
- Garrido & Moreno, 1998 : Nueva especie de Anolis (Lacertilia: Iguanidae) del Pico Turquino, Sierra Maestra, Cuba. Avicennia, no 8/9, p. 35-40.